# 瑪麗娜·琳查
瑪麗娜·琳查（Maryna Linchuk；1987年9月4日—），白俄羅斯超級名模。她是高級時裝品牌：Miss Dior Cherie Fragrance、Dolce & Gabbana、Blumarine的代言人。瑪麗娜上過Numero及Vogue等雜誌封面或內頁，也有參與Salvatore Ferragamo、Givenchy、Gucci等著名時裝及奢侈品的時裝展。